# 코스타리카의 정당
이 문서는 코스타리카의 정당에 대해 다룬다. 코스타리카는 양당제를 실시하고 있다.

## 정당들
- 국민자유당 (코스타리카)
- 시민활동당
- 자유주의 활동당
- 사회 기독교 연맹당